# Aleksander Dworski
Aleksander Dworski (12. prosince 1822 Lvov – 29. března 1908 Přemyšl) byl rakouský politik polské národnosti z Haliče, v 2. polovině 19. století poslanec Říšské rady a starosta Přemyšle.

## Biografie
Vystudoval školy ve Lvově a roku 1849 získal na Lvovské univerzitě titul doktora práv. V roce 1855 byl jmenován advokátem. Přestěhoval se tehdy do Přemyšle. Od mládí byl veřejně a politicky aktivní. Když v roce 1863 vypuklo protiruské lednové povstání, byl v Přemyšli velitelem tamního povstaleckého okrsku. Byl členem a prezidentem místní advokátní komory.
Působil jako poslanec Říšské rady (celostátního parlamentu), kam usedl v prvních přímých volbách roku 1873 za kurii městskou v Haliči, obvod Přemyšl, Grodek atd. V roce 1873 se uvádí jako advokát, bytem Přemyšl. V parlamentu zastupoval federalistickou slovanskou opozici. Rezignaci na mandát oznámil na schůzi 4. září 1877. Ale po znovuzvolení již 18. září 1877 opětovně složil slib. Do parlamentu se dostal i ve volbách roku 1879. Rezignace oznámena na schůzi 10. května 1880. V parlamentu patřil mezi aktivní poslance, i díky dobré znalosti němčiny. Od roku 1889 do roku 1901 taky zasedal jako poslanec Haličského zemského sněmu.
V období let 1881–1901 zastával funkci starosty Přemyšle. Město za jeho úřadování prodělalo značný rozvoh. Proběhla výstavba škol, vodovodu, začala elektrifikace. Město mu udělilo čestné občanství a již roku 1896 po něm byla pojmenována jedna z hlavních ulic.